# Lycée Marie-Curie (Sceaux)
Pour les articles homonymes, voir Lycée Marie-Curie.
L'établissement scolaire Marie-Curie est un lieu d'enseignement situé à Sceaux (Hauts-de-Seine). Ancien lycée de jeunes filles ouvert en 1936, cette cité scolaire départementale mixte réunit aujourd'hui un collège, un lycée d'enseignement général et des classes préparatoires aux grandes écoles dans des bâtiments inscrits depuis 2001 à l'inventaire supplémentaire des monuments historiques.

## Historique

### Création
N’ayant pas d’enseignement proposé aux jeunes filles à Sceaux après le certificat d’études, quelques professeurs du lycée Lakanal, notamment Émile Morel, décident d’ouvrir en 1897 le Cours Florian à Bourg-la-Reine, mais les locaux s’avèrent rapidement trop exigus. Des démarches sont alors entreprises auprès du ministère de l'Instruction publique pour la construction d’un lycée de jeunes filles à Sceaux. En 1931, la ville de Sceaux acquiert un terrain ayant appartenu au mathématicien Cauchy, situé au centre de la ville (actuelles rues Émile-Morel et Constant-Pilate), cédé ensuite à l’État, qui confie en 1932 la construction d’un lycée de jeunes filles à l’architecte Émile Brunet.
Le 9 octobre 1936, le lycée ouvre ses portes sous la direction de Suzanne Forfer et le 19 juin 1937 une inauguration est organisée en présence de nombreuses personnalités, dont Jean Zay, ministre de l’Éducation nationale et des Beaux-Arts du gouvernement du Front populaire et Irène Joliot-Curie, fille de Marie Curie, avec son époux. À l’occasion de cette journée, une fête est donnée en l’honneur de ce « palais scolaire » avec une chorégraphie, intitulée Les Noces normandes, exécutée par les élèves du jardin d'enfants.
Le nom de Marie Curie s’imposa par décret en janvier 1937 pour ce nouveau lycée de jeunes filles puisque cette scientifique de renommée internationale, deux fois prix Nobel en 1903 et 1911, se maria à Sceaux en 1895, vécut avec son mari Pierre, dont le père était docteur à Sceaux, dans le quartier du lycée (actuel 9 et 11 rue Pierre-Curie). Pionnière, elle représente un exemple à suivre dans la poursuite d’études et l’exercice d’un enseignement jusqu’alors réservés aux hommes. Son engagement pour l’éducation constitue également un modèle.

### Seconde Guerre mondiale

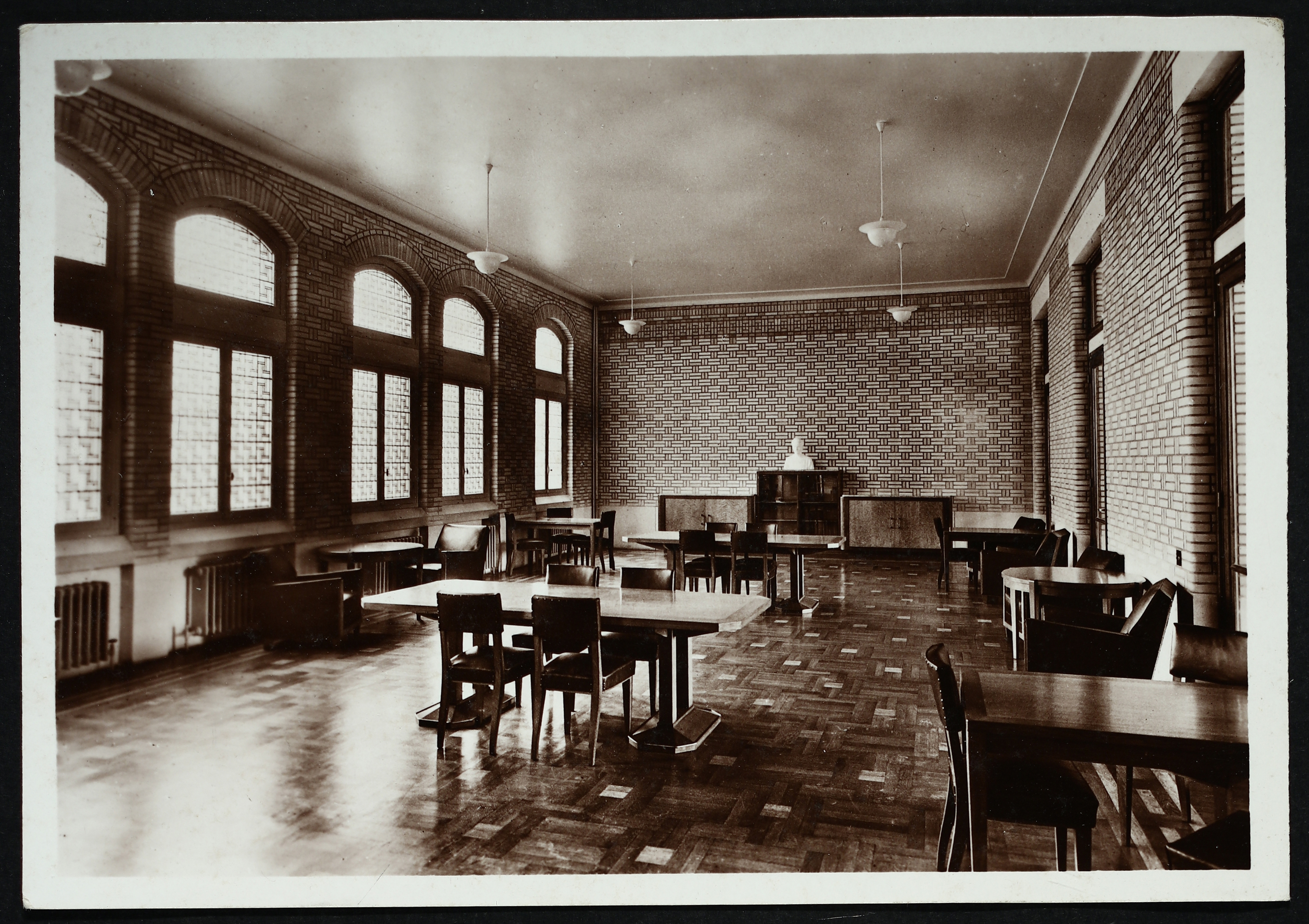
Le parloir (actuelle salle des professeurs).

Pendant la Seconde Guerre mondiale, de juin 1940 à août 1944, un détachement de l’état-major de la Luftwaffe occupe le lycée Marie-Curie. Les soldats dorment dans des salles de classe transformées en dortoirs. L’appartement de fonction de la directrice Suzanne Forfer est affecté au service d’un général allemand qui jette par les fenêtres le mobilier qu’il jugeait «inadapté». Des batteries anti-aériennes sont installées sur les terrasses. Les abris de la Défense passive, construits dans les sous-sol avant-guerre pour protéger les élèves des bombardements allemands en cas de conflit, sont utilisés par l'occupant allemand. Des bunkers sont construits à l'extérieur du lycée, auxquels ils sont reliés par des galeries souterraines.
Les élèves sont accueillies par le lycée Lakanal, occupé lui-même partiellement par un hôpital militaire allemand. Les classes primaires du lycée trouvent refuge chez des particuliers et au Petit Château, mis à disposition par le maire de Sceaux André Deillon. La directrice Suzanne Forfer occupe un appartement en ville, 112 rue Houdan. Alice Pick, professeur de mathématiques, est déchue par le statut des Juifs du 3 octobre 1940, malgré une lettre rédigée par ses collègues et l'intervention de la directrice auprès du recteur Jérôme Carcopino. Réfugiée en zone sud avec sa famille, elle échappe aux rafles et réintègre son poste en octobre 1944. Anne-Marie Warin, professeur de lettres, perd son époux, Jean Warin déporté dans le camp de Neuengamme, près de Hambourg, où il meurt en décembre 1944.
La remise en état du lycée après le départ de la Luftwaffe se chiffra à plus de 3 millions de francs. Cependant, le lycée rouvrit ses portes dès la rentrée d'octobre 1944.

### Après-guerre
Après la guerre, on observe une nouvelle croissance des effectifs, qui atteignent 1 327 élèves en 1954, pour dépasser les 2 500 élèves en 1958, entraînant la disparition progressive des classes de primaires du lycée Marie-Curie et ce malgré l'ouverture des annexes mixtes de Châtenay-Malabry en 1960, dépendant du lycée Marie-Curie, et d’Antony en 1958, dépendant du lycée Lakanal, futurs lycée Emmanuel-Mounier et lycée Descartes, qui devaient répondre à l'afflux d'élèves. La dernière classe de primaire ferme en 1961.
Jusqu'en 1971, la mixité n'est pas de mise au lycée Marie-Curie : c'est un établissement pour filles uniquement, les garçons étant au lycée Lakanal. Font exception le jardin d'enfants et les classes primaires, accueillant quelques garçons. Le port de la blouse était toujours obligatoire : blouse bise avec nom, prénom, classe brodés en rouge, alternant chaque semaine avec une blouse bleue avec nom, prénom, classe brodés en blanc.
À la rentrée scolaire en 1971, la mixité est introduite en classe de sixième et le port de la blouse abandonné.    

## Architecture

### Un palais au style Art déco

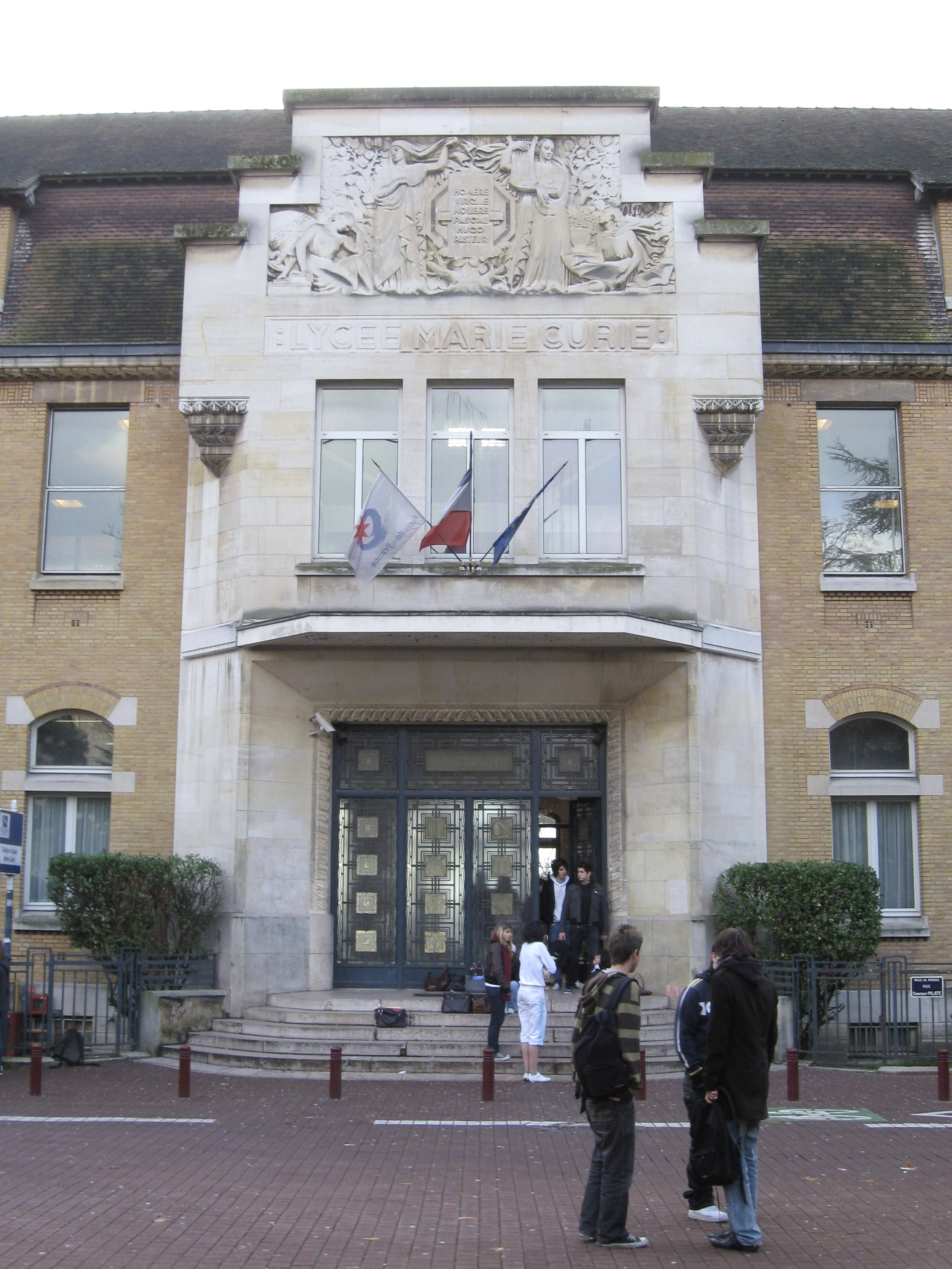

Le lycée Marie-Curie est un bâtiment au style Art déco dont la construction, réalisée entre 1932 et 1936, a été confiée à Émile Brunet, architecte en chef des Monuments historiques, élève d'Anatole de Baudot. Il s'entoure de l'équipe avec laquelle il a déjà travaillé dans les années 1920 pour la construction de l'église Saint-Léon dans le 15e arrondissement de Paris : le maître mosaïste Auguste Labouret, le maître ferronnier Raymond Subes ou encore le statuaire Albert Chartier. Les vitraux sont attribués à Louis Barillet. Le style Art déco s'est développé en réaction contre l’Art nouveau, caractérisé par des lignes courbes et puisant son inspiration dans la nature. L’Art déco privilégie au contraire des lignes simples et la géométrisation des formes. Émile Brunet habille une vaste structure en béton armé avec un parement en briques ocres à l’extérieur, blanches à l’intérieur, donnant ainsi au lycée Marie-Curie son identité visuelle.

### De grands artistes décorateurs

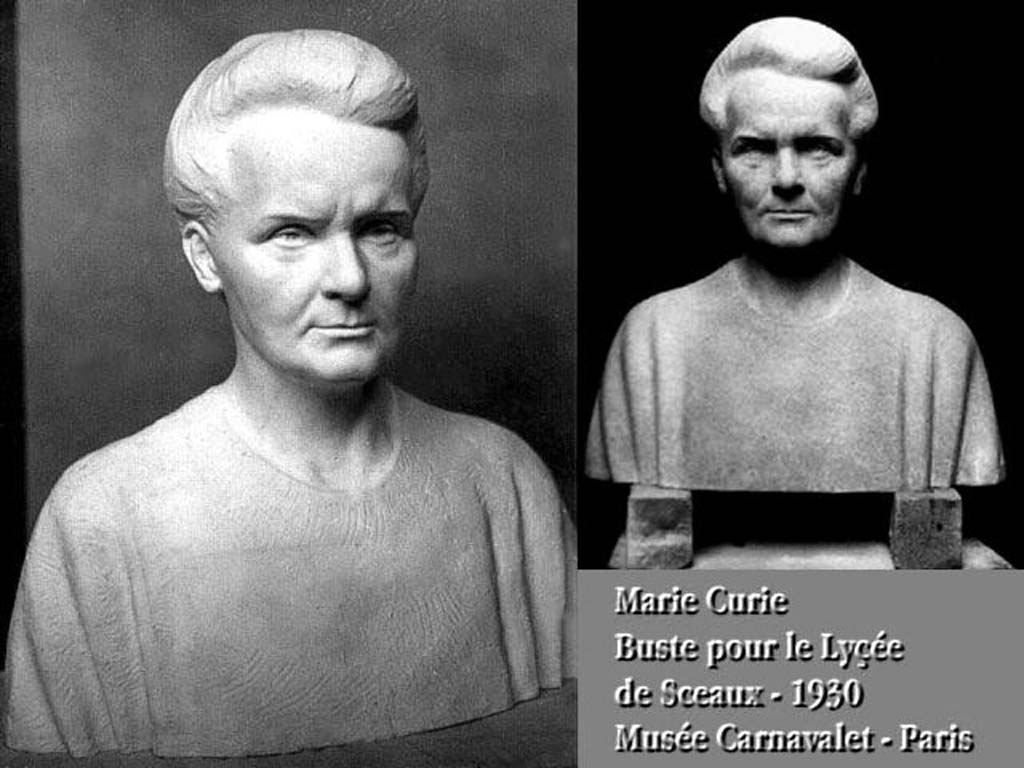

Auguste Labouret est l'auteur des huit mosaïques du grand hall mettant en scène des jeunes filles s'adonnant à des activités en plein air : promenade, sports, peinture de paysage, visite d'un site archéologique, etc. Avec Raymond Subes, il est le maître d'œuvre de la porte monumentale, dont il a réalisé les huit pavés de verre taillés au burin représentant les disciplines enseignées.
Albert Chartier a réalisé le fronton en bas-relief, intitulé Les Sciences et les Lettres, ainsi que le buste de Marie Curie, trônant à l'origine dans le parloir (actuelle salle des professeurs), aujourd'hui dans le vestibule d'entrée.
Robert Lotiron est l'auteur d'une fresque enfantine qui ornait le jardin d'enfants, transformé postérieurement en infirmerie. La fresque est aujourd'hui recouverte d'un enduit, mais restaurable, sa présence étant signalée par des fenêtres de reconnaissance. 

### Un monument historique

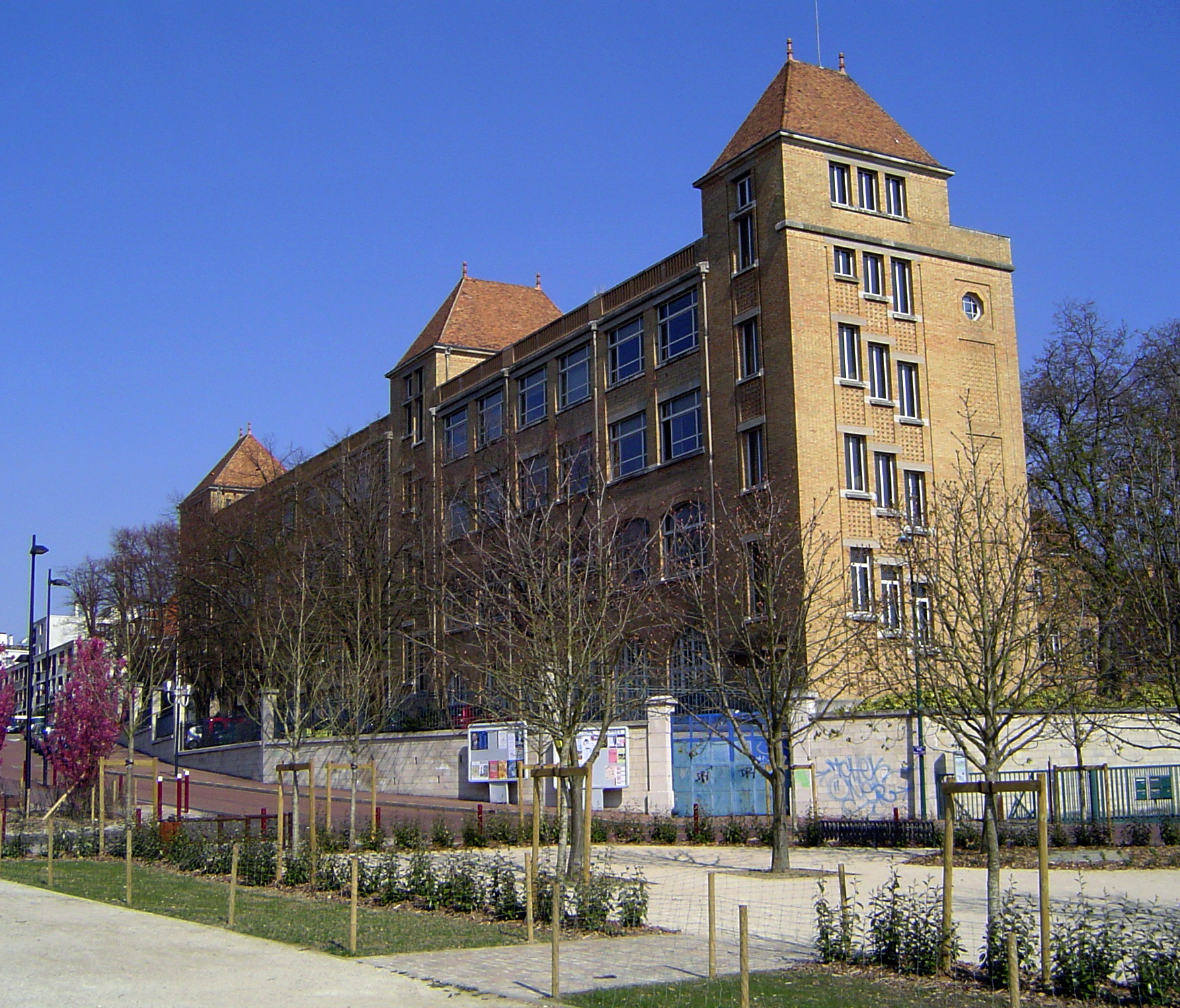

Depuis le 30 mars 2001, les bâtiments du lycée Marie-Curie sont inscrits à l’inventaire supplémentaire des monuments historiques du ministère de la Culture : bâtiments du lycée en totalité, ainsi que les façades, les toitures et l'escalier intérieur de l'ancienne maison Cauchy. Ce classement est le fruit d'une démarche initiée par Gérard Kaiser, professeur de philosophie, et Françoise Blanchard, professeur d'histoire, avec le soutien du proviseur Jacques Durin.

## Chefs d'établissements

### Les directrices

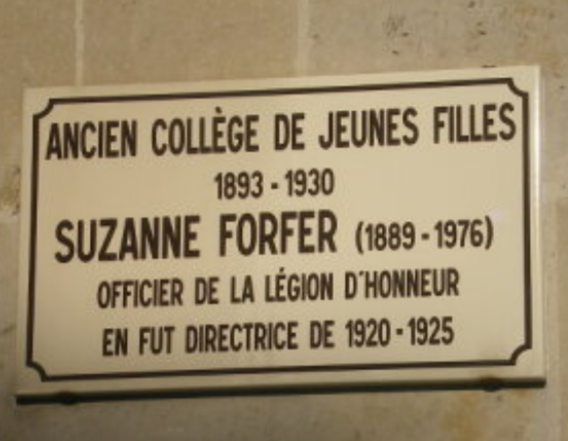

- 1936-1954 : Mlle Suzanne Forfer, officier de la Légion d'honneur, cofondatrice du journal Le Monde en 1944.
- 1954-1964 : Mme Suzanne Aubry
- 1964-1968 : Mlle Yvonne Châtelet
- 1968-1976 : Mlle Rose Véchot
- 1976-1979 : Mme Mireille Delpla

### Les proviseurs
- 1979-1984 : Mme Maddy Noin-Ledanois
- 1984-2007 : M. Jacques Durin
- 2007-2018 : Mme Béatrice Potier
- 2018-2024 : M. Étienne Recoing
- 2024 : Mme Pascale Pommat

## Structure pédagogique

### Une cité scolaire départementale mixte
Depuis les années 1980, le nombre d’élèves est d'environ 2 000 élèves. Les lois de décentralisation ont fait en 1982 du lycée une cité scolaire mixte départementale qui forme les élèves de la classe de sixième jusqu’aux classes préparatoires au concours d’entrée à l’École normale supérieure de Cachan et aux grandes écoles de commerce. De 1981 à 1995, le lycée accueille une section sport études basket fondée par Alain Weisz, alors professeur d'EPS, futur sélectionneur national, qui remporte neuf fois le championnat de France.

### Trois niveaux d'enseignement
Trois niveaux d’enseignement cohabitent au sein du lycée Marie-Curie : un collège, un lycée général et des classes préparatoires aux grandes écoles. L'établissement propose au collège ainsi qu'au lycée 5 langues étrangères : anglais, espagnol (castillan), allemand, italien, russe. Le lycée propose 9 spécialités : Arts plastiques, HGGSP, HLP, LLCE, Mathématiques, Physique-Chimie, NSI, SES, SVT et 8 options : Arts plastiques, hébreu, russe, grec ancien, latin, DGEMC, maths expertes, maths complémentaires. Les CPGE sont les suivantes :
- Classe préparatoire Économie et gestion option économie, droit et gestion (D1)
- Classe préparatoire Économie et gestion option économie, méthodes quantitatives et gestion (D2)

### Services et organisation
L'établissement, réparti sur une surface d'environ 1 hectare et demi, comporte 3 à 4 étages, en fonction des endroits (rez-de-chaussée compris) ; on y dénombre plusieurs dizaines de salles de cours, 4 cours, dont 3 d'environ 1000 m² et une plus grande d'environ 4000 m². Un cantine séparée en deux réfectoires permet aux élèves lycéens et collégiens d'y manger. Une grande salle permet d'y tenir des conférences avec plusieurs centaines de personnes, pour des réunions parents professeurs par exemple.
L'établissement est ouvert aux élèves de 8h à 18h du lundi au samedi hors vacances. Les cours le samedi sont dispensés seulement la matinée, ces derniers peuvent être exercés par les élèves dès la classe de quatrième.
Parmi les services mis en place dans l'établissement il y a une cantine avec deux réfectoires, et un CDI, on y retrouve une grande diversité de documentation et un accès surveillé à des ordinateurs connectés à Internet.
Du côté est de la rue Cauchy, adjacente à l'établissement, se trouve le gymnase associé à ce dernier. On y retrouve une salle de sport de près de 1000 m², une salle de musculation, deux terrains bétonnés de basketball, une piste de sprint, une piste de course circulaire, un terrain de football naturel, ainsi qu'une salle de ping-pong. Le parc de Sceaux, la piscine de Fontenay-aux-Roses et le gymnase des Clos sont aussi régulièrement utilisés par l'établissement pour des activités d'EPS.

### Résultats au Baccalauréat
En 2022 le lycée se classe 5e sur 54 au niveau départemental. 98 % des élèves inscrits au bac par le lycée Marie Curie ont obtenu leur diplôme en 2022. Parmi les 329 élèves présentés à l'examen, 87 % ont obtenu une mention.

## Personnalités du lycée

### Élèves

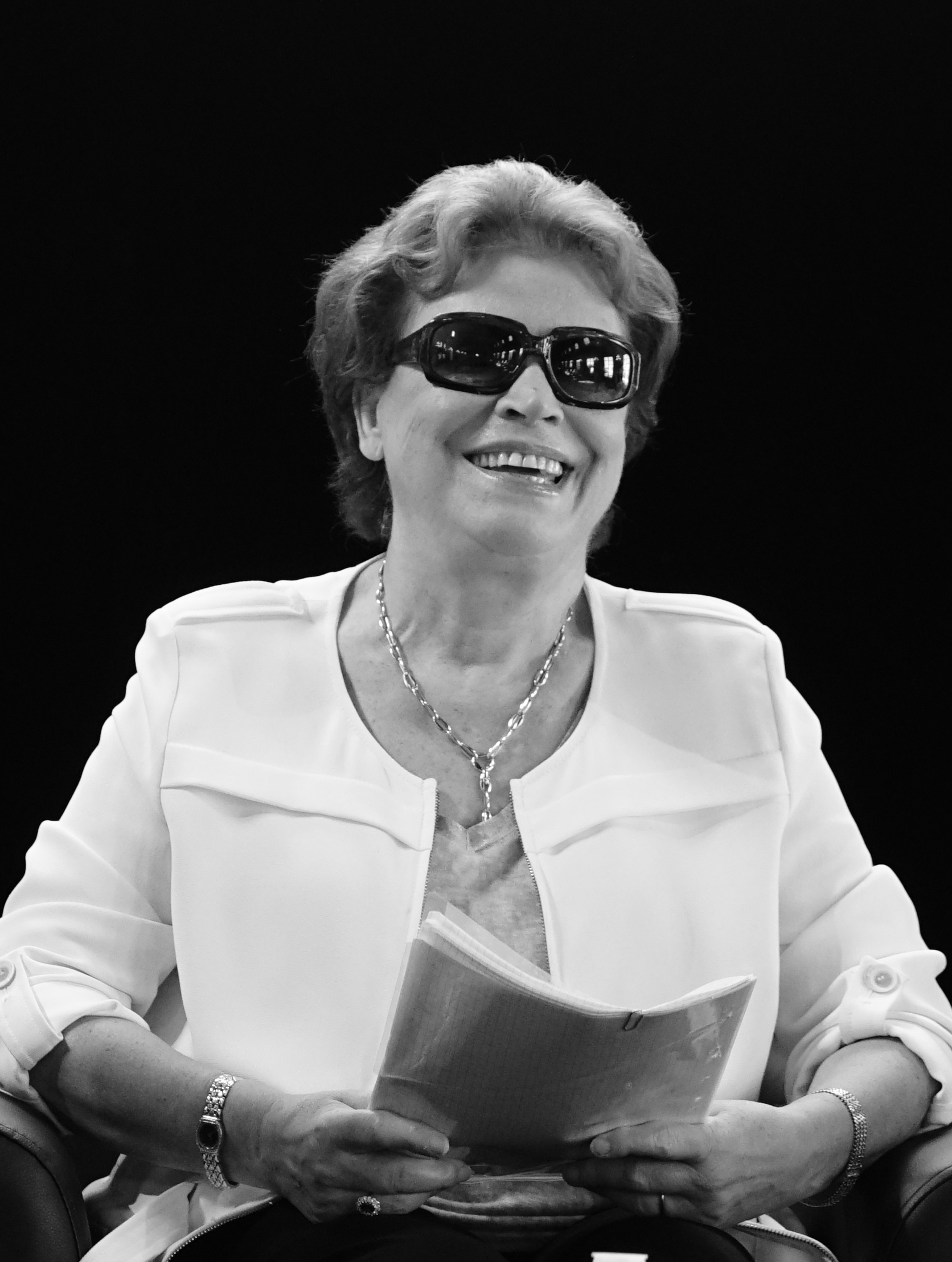
Françoise Chandernagor.

- Alban Aumard, acteur français, série télévisée Un si Grand Soleil
- Orianne Aymard, himalayiste
- Jérôme Bouchez, artiste peintre
- Françoise Cloarec, écrivaine
- Françoise Chandernagor, écrivaine
- Suzanne Dracius, écrivaine
- Stefan Etcheverry, journaliste et présentateur TV
- Geneviève Fraisse, philosophe de la pensée féministe
- Émilie Gleason, autrice de bandes dessinées
- Guy Hocquenghem, écrivain français
- Ahmadou Keita, ancien joueur français de basketball
- Denis Lavant,  comédien français
- Hélène Langevin-Joliot, physicienne
- Jean-Marc Leclerc, journaliste au Figaro
- Annie Leclerc, philosophe et écrivaine

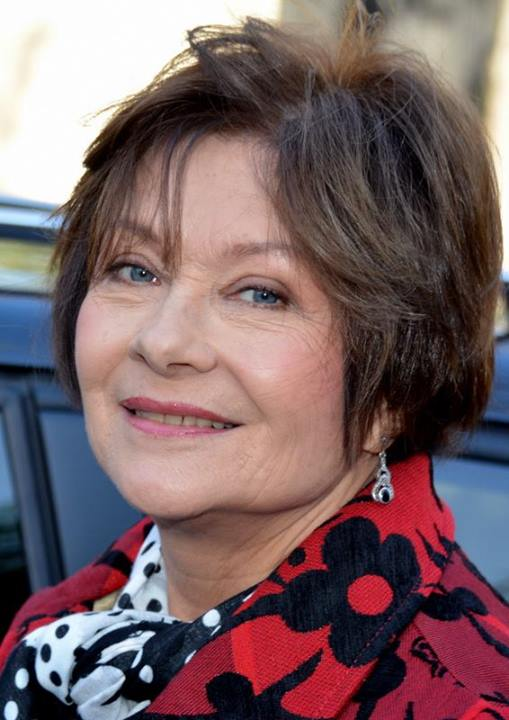
Macha Méril.

- Macha Méril.Macha Méril, née princesse Gagarine, actrice française
- Claire Nebout, actrice française
- Bruno Patino, journaliste
- Francine Ntoumi, scientifique congolaise
- Franssou Prenant, réalisatrice
- Fabrice Tourre, ancien trader français
- François Warin, philosophe français

### Personnel

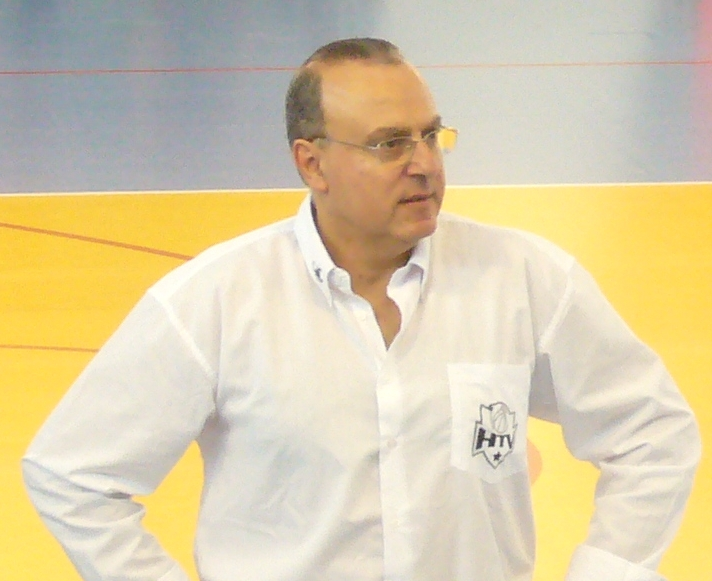
Alain Weisz.

- Suzanne Forfer, première directrice, cofondatrice du journal Le Monde
- Dominique Lurcel, metteur en scène de pièces de théâtre
- Germaine Péguy, professeur de Lettres, fille de l'écrivain Charles Péguy
- Lucienne Portier, professeur d'italien, puis professeur à la Sorbonne, traductrice de Dante
- Alain Weisz, professeur d'EPS en sports études, sélectionneur national

## Le lycée et les médias
Le lycée Marie-Curie est régulièrement un lieu de tournages : par exemple, le film Le Zèbre et Dans la peau d'une grande ou Moi à ton âge (dont l'histoire se déroule principalement dans le lycée), ainsi que les séries télévisées Madame le Proviseur et Julie Lescaut.
En 2022-2023, c’est la marque américaine Carhartt qui emprunte les locaux de l’établissement pour y tourner des publicités et en 2023 une partie de La der des der (épisode 7 de la saison 4) de la série télévisée Capitaine Marleau de Josée Dayan y est tournée.
Le lycée a également servi de décor au clip La Peau dure d'Étienne Daho.
L'écrivaine Annie Leclerc a écrit ses souvenirs du lycée Marie-Curie dans son livre Origines, paru en 1988.

## Pour approfondir